# Pounawea
Pounawea est un petit village de la région de la côte de The Catlins, une zone du Sud de l’Île du Sud de la Nouvelle-Zélande.

## Situation
Il est localisé à 4 kilomètres au sud-ouest de la ville d’Owaka, à l’embouchure du fleuve Catlins. C’est une destination de vacances populaire avec afflux saisonnier de population, car il y a de nombreuses résidences secondaires dans le village.